# Província Central (Açores)
A Província Central dos Açores foi uma divisão geográfica de Portugal, criada em 1836, a partir da cisão, em duas províncias separadas, da antiga Província Ocidental dos Açores. Correspondia, exactamente, ao território do distrito de Angra do Heroísmo.
A Província Central nunca funcionou como unidade administrativa, dado que, quando foi criada, já estava em vigor a reforma administrativa de 1835, que fazia do distrito a principal divisão administrativa do país, cada qual, com o seu governador civil e Junta Geral. As províncias mantiveram-se, mas sem órgãos próprios de administração, apenas como agrupamentos de distritos para fins estatísticos e de referência geográfica.
A Província Central dos Açores, resultou da criação, em 1836 do distrito da Horta, separando-se do distrito de Angra do Heroísmo. Na mesma altura foi também feita a divisão da antiga Província Ocidental dos Açores em duas, correspondendo, cada uma, a um único distrito. Ao distrito da Horta passou a corresponder a nova Província Ocidental dos Açores e, ao distrito de Angra do Heroísmo, passou a corresponder a Província Central.